# Aşk-ı Memnu
Ask-ı Memnu (Brasil: Amor Proibido ) é uma telenovela turca de 2008, protagonizada por Beren Saat e Kıvanç Tatlıtuğ. Com produção da Ay Yapım e exibição do Kanal D, é uma adaptação do romance homônimo de Halit Ziya Uşaklıgil, dirigida por Hilal Saral e escrita por Ece Yörenç e Melek Gençoğlu. A série bateu recordes de audiência em seu país, convertendo-se em uma das séries mais exitosas da Turquia.
No Brasil  foi exibida pela Band, entre 18 de dezembro de 2017 e 2 de julho de 2018 em 168 capítulos, substituindo Exathlon Brasil, e sendo substituída por Asas do Amor. Inicialmente, seria levada ao ar em julho, mas o canal optou por reexibir Mil e Uma Noites, substituindo Ezel no horário nobre. Ganhou trilha sonora e música em português pela Banda Malta. Foi exibido em Angola (as 19h) e Moçambique (as 20h) pela Zap Novelas, entre 14 de fevereiro a 18 de setembro de 2017, substituindo Uma Questão de Honra e sendo substituída por Não Te Deixarei Ir.

## Enredo
Bihter Yöreoğlu (Beren Saat) é uma linda jovem que leva uma vida de luxos. Guarda uma imensa mágoa de sua mãe, a ambiciosa Firdevs (Nebahat Çehre), por esta haver causado a morte do seu pai quando flagrada num ato de infidelidade conjugal.
Em uma de suas visitas ao cemitério, Bihter percebe que interessa ao viúvo Adnan Ziyagil (Selçuk Yöntem), um senhor gentil, bem mais velho que ela. Ao notar os planos de sua mãe em conquistá-lo para colocar as garras no patrimônio, ela se aproxima do milionário empresário e converte-se em sua esposa, por pura vingança.
Ela passa a sentir carinho pelo marido e, a princípio, se dedica a conquistar o amor dos seus dois enteados, Nihal (Hazal Kaya) e Bülent (Batuhan Karacakaya). Porém a intromissão de Behlül (Kıvanç Tatlıtuğ), sobrinho de consideração de Adnan, mudará os rumos dessa história.
Behlül é um jovem atrativo, mulherengo e ocioso, que embora já conhecesse Bihter (ele namorou sua irmã, Peyker), começa a ter olhos para ela apenas depois do casamento da moça com o seu tio de consideração, que o criara desde criança, como a um filho. Por conhecê-lo muito bem, Bihter não consegue levá-lo a sério, mas passa a corresponder às suas investidas à medida em que convive com ele.
Eles passam a viver uma paixão às escondidas dentro da mesma mansão, fazendo com que cresça um sentimento. O amor de Behlül é colocado em xeque muitas vezes na história, quando ele é obrigado a escolher entre a fortuna e a mulher do tio.
Para encobrir o romance, o casal de amantes acaba se envolvendo numa complicada teia de mentiras. Behlül vai se tornando um homem cada vez mais sem atitude e remoído pela culpa, enquanto Bihter acaba se revelando cada dia mais ciumenta e obsessiva. Com o transcurso do tempo, se desencadeará uma série de outros fatores que afetará tragicamente a toda a família.

## Repercussão

### Turquia
O sucesso foi tanto que até o parlamento em Ancara paralisou suas funções para assistir ao episódio final, que atingiu a incrível marca de 73,7% de audiência. Por causa de cenas ousadas nos frequentes encontros amorosos entre o casal de amantes Bihter e Behlül, com beijos que, diziam os mais conservadores, duravam cerca de 4 (quatro) minutos, a série foi repudiada e impedida de adentrar alguns países muçulmanos mais tradicionais.

### No Brasil
No Brasil em sua estreia o  drama euro-asiático marcou em seu primeiro capítulo na grande São Paulo média de 2 pontos, com direito a picos de 5 e share (número de televisores ligados) de 3%, assegurando o quarto lugar da faixa em que foi ao ar (20h27-21h03) – Globo 33, SBT 10 e Record 6, o folhetim teve uma média nacional de 2,3 pontos de audiência em seu último capítulo nacionalmente. No Norte e Nordeste, a novela turca foi muito bem aceita, tanto que o grande recorde de Amor Proibido foi em Belém. Por lá, a novela marcou 7 pontos de média em seu último capítulo, um índice absolutamente excelente para os padrões da Band.
Todavia, os bons números não ficaram por ai. Em cidades como Salvador (2,6 pontos), Recife (2,9 pontos), Campinas (3,3 pontos) e Brasília (2,8 pontos), a novela também teve bom desempenho.
Ademais, em outras cidades do Brasil, Amor Proibido teve uma audiência bem abaixo do que até a própria Band espera para o horário das 20h30. Em cidades como Rio de Janeiro (1,9 ponto), Goiânia (1,5 ponto) e Florianópolis (1,5 ponto), o índice foi minimamente digno. Mas em Fortaleza e Vitória, o índice foi péssimo: Na capital cearense, a novela obteve apenas 0,6 ponto de audiência em seu fim. O número foi ainda pior na capital do Espírito Santo. Por lá, teve quase traço absoluto de Ibope. O folhetim marcou apenas 0,1 ponto.

## Elenco
| Ator/Atriz         | Personagem              |
| ------------------ | ----------------------- |
| Beren Saat         | Bihter Yöreoğlu Ziyagil |
| Kıvanç Tatlıtuğ    | Behlül Haznedar         |
| Nebahat Çehre      | Firdevs Yöreoğlu        |
| Selçuk Yöntem      | Adnan Ziyagil           |
| Zerrin Tekindor    | Deniz De Courton        |
| Hazal Kaya         | Nihal Ziyagil           |
| Batuhan Karacakaya | Bülent Ziyagil          |
| Eda Özerkan        | Elif Bender             |
| Nur Fettahoğlu     | Peyker Yöreoğlu Önal    |
| İlker Kızmaz       | Nihat Önal              |
| Baran Akbulut      | Beşir Elçi              |
| Pelin Ermiş        | Cemile                  |
| Fatma Karanfil     | Şaheste                 |
| Rana Cabbar        | Süleyman Efendi         |
| Zerrin Nişancı     | Aynur Önal              |
| Recep Aktuğ        | Hilmi Önal              |
| Gülizar Irmak      | Sevil                   |
| Gülsen Tuncer      | Arsen Ziyagil           |
| Evren Duyal        | Nesrin                  |
| Ufuk Kaplan        | Katia                   |
| Zerrin Arbaş       | Hülya                   |
| Münir Akça         | Melih Yöreoğlu          |

## Temporadas
| Temporada | Temporada | Episódios | Exibição original     | Exibição original   |
| Temporada | Temporada | Episódios | Inicio                | Final               |
| --------- | --------- | --------- | --------------------- | ------------------- |
|           | 1         | 38        | 4 de setembro de 2008 | 18 de junho de 2009 |
|           | 2         | 41        | 3 de setembro de 2009 | 24 de junho de 2010 |

## Exibição
Aşk-ı Memnu quebrou recordes de audiência na Turquia. Um grande sucesso no Paquistão, com audiência de 11,9 em seu último episódio. Foi visto por mais de 90 milhões de pessoas no Paquistão. Exibida três vezes, foi o primeiro drama estrangeiro a conseguir tantas altas audiências naquele país. A série foi dublado em muitas línguas, incluindo árabe, espanhol, persa, português e urdu.
Embora represente um item que causa bastante polêmica, a dublagem de Amor Proibido pode ser considerada um marco positivo. As vozes encaixaram-se de forma satisfatória, com no máximo uma ou duas atuações questionáveis, o que não tirou o brilho do conjunto. Destaque para os dubladores do senhor Adnan, da senhora Firdevs e do vilão Hilmi Önal.

## Adaptações
Estados Unidos
Em 2012, a rede norte-americana Telemundo adquiriu os direitos para fazer uma adaptação. Em janeiro de 2013 foi lançado com o nome de Pasión prohibida, sendo realizado pela falecida Mónica Spear e Jencarlos Canela.
Romênia
Em 15 de janeiro de 2018 estreou Fructul oprit, uma adaptação transmitida pela rede romena Antena 1.